# Lenguas de los lagos Paniai
Las lenguas de los lagos Paniai o lenguas de los lagos Wissel son una pequeña familia lingüística de lenguas papúes, habladas en las Tierras Altas de Papúa occidental en la región de los lagos Paniai.

## Clasificación
Las lenguas Paniai parecen distantemente relacionadas con las lenguas dani, y al igual que estas últimas su pertenencia a las lenguas trans-neoguineanas, en opinión de William A. Foley (2003) es posible pero todavía está por ser establecida claramente. La clasificación precisa de las lenguas de esta familia no está clara pero se estima que está formada por cinco lenguas:
Wolani, Moni, Ekari (Mee), Auye y Dao (Moi).
La cercanía puede expresarse mediante este árbol clasdístico:

|  | Wolani                                             |
|  |                                                    |
|  | Ekari (mee)                                        |
|  |                                                    |
|  | \| \| Auye \| \| \| \| \| \| Dao (moi) \| \| \| \| |
|  |                                                    |
|  | Auye                                               |
|  |                                                    |
|  | Dao (moi)                                          |
|  |                                                    |

|  | Auye      |
|  |           |
|  | Dao (moi) |
|  |           |

|  | Wolani                                             |
|  |                                                    |
|  | Ekari (mee)                                        |
|  |                                                    |
|  | \| \| Auye \| \| \| \| \| \| Dao (moi) \| \| \| \| |
|  |                                                    |
|  | Auye                                               |
|  |                                                    |
|  | Dao (moi)                                          |
|  |                                                    |

|  | Auye      |
|  |           |
|  | Dao (moi) |
|  |           |

|  | Wolani                                             |
|  |                                                    |
|  | Ekari (mee)                                        |
|  |                                                    |
|  | \| \| Auye \| \| \| \| \| \| Dao (moi) \| \| \| \| |
|  |                                                    |
|  | Auye                                               |
|  |                                                    |
|  | Dao (moi)                                          |
|  |                                                    |

|  | Auye      |
|  |           |
|  | Dao (moi) |
|  |           |

|  | Wolani                                             |
|  |                                                    |
|  | Ekari (mee)                                        |
|  |                                                    |
|  | \| \| Auye \| \| \| \| \| \| Dao (moi) \| \| \| \| |
|  |                                                    |
|  | Auye                                               |
|  |                                                    |
|  | Dao (moi)                                          |
|  |                                                    |

|  | Auye      |
|  |           |
|  | Dao (moi) |
|  |           |

## Comparación léxica
Los numerales en diferentes lenguas de los lagos Paniai:
| GLOSA | Auye           | Dao (Moi) | Ekari (Mee) | Moni   | PROTO- PANIAI |
| ----- | -------------- | --------- | ----------- | ------ | ------------- |
| '1'   | ɛ̀ná            | ona       | ɛnáʔ        | hago   | *ɛna          |
| '2'   | wìyá           | wiya      | wiyá        | hia    | *wiya         |
| '3'   | wɛ̀dó           | wido      | widò        | helo   | *wido         |
| '4'   | wúi            | wui       | wiː         | hui    | *wui          |
| '5'   | ídíbí          | edibi     | idíbì       | ili    | *edibi        |
| '6'   | ɓɛ́dímí/ ɓídímí | bidimi    | benúmì      | 5+1    | *bedimi       |
| '7'   | (pɛ̀tòó)        | dada      | (pitúwò)    | 5+2    | *dada?        |
| '8'   | (wàɡòó)        | (waɡoo)   | (waɡʟúwò)   | 5+3    | (*walu-wo)    |
| '9'   | (ìyɛ̀ɛ́)         | (iyee)    | (iyɛ́ː)      | 5+4    | (*hiye)       |
| '10'  | ɡàási          | kaas      | ɡʟáːtiʔ     | hanagi | *kaati        |
Los términos entre paréntesis seguramente son préstamos de alguna lengua austronesia oceánica, compárense las formas del proto-oceánico: *pitu '7', *walu '8' y *śiwa '9'.